# Кравченко Петро Анатолійович
Кравченко Петро Анатолійович (*8 березня 1953 року, с.Волинка, Сосницький район, Чернігівська область, УРСР) — український історик , доктор філософських наук, професор, науковець, педагог.

## Біографія
У 1980 р. закінчив філософський факультет Київського державного університету імені Т. Г. Шевченка, у 1987 р. — аспірантуру при кафедрі історії філософії філософського факультету цього університету. У 1988 р. Петро Анатолійович захистив кандидатську дисертацію «Освоєння як форма відношення до філософської спадщини». У 2001 р. в Інституті філософії НАН України успішно захистив докторську дисертацію «Інтеграція вітчизняного культурно-історичного досвіду в сучасну українську державотворчу концепцію». Починаючи з 1980 р. і до сьогодні Петро Анатолійович працює в Полтавському педагогічному інституті імені В. Г. Короленка. Пройшов шлях від асистента, старшого викладача, доцента до професора, заступника декана, декана історичного факультету (з 1989 р.) та завідувача кафедри філософії (з 1991 р.).
Також Петро Анатолійович — головний редактор філософського фахового журналу «Філософські обрії» та член редакційної колегії журналу «Історична пам'ять». Петро Анатолійович Кравченко — голова Полтавської обласної Громадської ради освітян та науковців України. Активно співпрацює з вищими закладами освіти та вченими України; неодноразово був членом журі конкурсу «Вчитель року». Регулярно проводить наукові конференції міжнародного та республіканського рівнів. Є членом атестаційної комісії держінспекції навчальних закладів при Міністерстві освіти і науки, молоді та спорту України. Є членом спеціалізованих вчених рад по захисту докторських і кандидатських дисертацій: К 26.053.13 при Національному педагогічному університеті імені М. П. Драгоманова зі спеціальності 09.00.04 — філософська антропологія та філософія культури, 09.00.05 — історія філософія; К 26.062.10 при Київському національному авіаційному університеті зі спеціальностей 09.00.03 — соціальна філософія та філософія
історії, 09.00.04 — філософська антропологія і філософія культури; К 27.053.04 при Державному вищому навчальному закладі «Переяслав-Хмельницький державний педагогічний університет імені Григорія Сковороди» зі спеціальності 09.00.03 — соціальна філософія та філософія історії.
Одружений, має дочку. Дружина — психолог, викладач психологічних дисциплін Полтавського національного педагогічного університету імені В. Г. Короленка. Життєве кредо: «Удосконалення себе через вільне використання впливу на нас інших і вдосконалення інших шляхом зворотньої дії на них як на вільних істот».

## Наукова школа
Петро Анатолійович створив діючу й на сьогодні наукову школу — «Вітчизняний культурно-історичний досвід у процесі формування громадського суспільства та правової держави в Україні». У межах діяльності його школи захищено три докторських і десять кандидатських дисертацій.
Учні:
- Усанова Людмила Анатоліївна (Православний архетип сім'ї у контексті комунікативних відносин), 2002 р.)[8]
- Бондар Тетяна Олексіївна (Категорія «благо» в процесі еволюції соціальних утопій, 2010 р.)[9]
- Юлія Володимирівна Помаз (Ліквідація культових споруд УПЦ як напрям державної політики у сфері релігії в Українській РСР (середина 1940 х — перша половина 1970-х рр.), 2011 р)[10].
- Вощенко Вікторія Юріївна (Рефлексія концептів «азійський спосіб виробництва» К. Маркса і «цивілізація» А. Тойнбі в історико-філософському контексті", 2012 р.)[11]
- Блоха Ярослав Євгенійович («Аксіологічні аспекти творчої спадщини В. Г. Короленка (історико-філософський контекст)»), 2013 р.)[12]
- Руденко Ігор Михайлович (Інновації як концепт соціально-філософського дискурсу), 2013 р.)[13]

## Основні праці
Сфера наукових інтересів професора Кравченка П. А. пов'язана із соціальною філософією, філософією історії, проблемами сучасної політичної культури та державотворення. Здійснює значну науково-педагогічну та видавничу діяльність. Опубліковано низку монографій та більш ніж 200 наукових статей у фахових збірниках та журналах. Петро Анатолійович — автор понад 300 наукових праць, до основних з яких належать:
- Людина — Культура — Історія;
- 100 відповідей на запитання з історії України (у співавторстві);
- Політологія. Навчальний посібник;
- Вітчизняний культурно-історичний досвід у системі сучасного державотворення;
- Історія України. Компаративні нариси (у співавторстві);
- Протестантські об'єднання в Україні у контексті соціальної політики більшовиків (20-30 роки XX ст.);
- Українське козацтво: соціально-історичний нарис (у 2-х частинах) (у співавторстві).
- Екзистенційні виміри людського існування в межах тривалості та тривоги буття / П. А. Кравченко // Збірник наукових праць Чернігівського державного інституту економіки і управління. Серія: Філософія. Політологія. Культурологія. — 2012. — № 1. (10). — С.52-64.
- Життєвий досвід і філософія / П. А. Кравченко // Придніпровські соціально-гуманітарні читання : матеріали Всеукр. наук.-практ. конф. / Кіровоградський держ. пед. ун-т імені Володимира Винниченка. — Кіровоград, 2012. — С. 34-42.
- Ідеологія як легітимаційний чинник розв'язання конфліктних ситуацій в Україні / П. А. Кравченко // Людина. Культура. Освіта : матеріали II Всеукр. філософ. читань, (Чернігів, 17 лют. 2012 р.) / Чернігів. держ. ін-т економіки і управління. — Чернігів, 2012. — С. 13-24.
- Легітимність влади та соціальна злагода в сучасній Україні / П. А. Кравченко // Філософські обрії. — 2012. — Вип. 27. — С. 47-60.
- Онтологічне розуміння техніки / П. А. Кравченко // Антропологічні виміри філософських досліджень : зб. наук. пр. / Дніпропетр. нац. ун-т залізничного транспорту імені академіка В. Лазаряна. — Дніпропетровськ, 2012. — С. 94-102.
- Політичні науки в Україні / П. А. Кравченко // Актуальні проблеми соціально-гуманітарних наук : зб. наук. пр., (Дніпропетровськ, 17 груд. 2011 р.) / Дніпропетр. нац. ун-т імені Олеся Гончара, 2012. — Дніпропетровськ, 2012. — С. 132–144.
- Світ буття людини в екзистенціальній антропології С. Кіркегора / П. А. Кравченко // Вісник Нац. авіаційного ун-ту. — К., 2012. — № 1. — С. 9-14. — (Серія: Філософія. Культурологія).
- Теоретична і нормативна етика: специфіка та відмінність / П. А. Кравченко // Філософські обрії. — 2012. — Вип. 28. — С. 135–145.
- Філософські аспекти історико-правової освіти / П. А. Кравченко // Методичні аспекти розвитку історично-правової освіти на сучасному етапі : матеріали міжвузів. наук.-практ. конф. / РВНЗ «Кримський гуманістичний університет», Євпаторійський ін-т соціальних наук. — Ялта, 2012. — С. 43-52.

## Нагороди
За значний внесок у розвиток науково-педагогічної сфери Петро Анатолійович був нагороджений:
- знак «Відмінник освіти України»
- Лауреат премії імені Самійла Величка;
- заслужений працівник освіти України;
- академік Академії Політичних Наук України.

## Виноски
1. ↑  Декан факультету. Архів оригіналу за 10 червня 2013. Процитовано 31 серпня 2013.
2. ↑  КНИГА ПЕДАГОГІЧНОЇ СЛАВИ УКРАЇНИ. Кравченко Петро Анатолійович. Архів оригіналу за 10 жовтня 2013. Процитовано 31 серпня 2013.
3. ↑  Кравченко Петро Анатолійович. Інтеграція вітчизняного культурно-історичного досвіду в сучасну українську державотворчу концепцію[недоступне посилання з липня 2019]
4. ↑  Кафедра філософії. Архів оригіналу за 8 червня 2013. Процитовано 31 серпня 2013.
5. ↑  Володимир Йосипович Борисенко. Слово про вченого (PDF). Архів оригіналу (PDF) за 5 березня 2016. Процитовано 31 серпня 2013.
6. ↑  Кравченко Петро Анатолійович. Архів оригіналу за 16 травня 2021. Процитовано 31 серпня 2013.
7. ↑  Петро Анатолійович Кравченко : біобібліографічний покажчик : до 60-річчя від дня народження / упор. М. І. Степаненко, Л. М. Кравченко, Я. Є. Блоха ; Полтав. нац. пед. ун-т імені В. Г. Короленка. — Полтава : ПНПУ імені В. Г. Короленка, 2013. — 204 с. (PDF). Архів оригіналу (PDF) за 5 березня 2016. Процитовано 31 серпня 2013.
8. ↑  УСАНОВА Л. А. Усанова Л. А. Православний архетип сім'ї у контексті комунікативних відносин: автореф. дис. на здобуття наук. ступеня канд. філос. наук: спец. 09.00.03 «Соціальна філософія та філософія історії» / Людмила Анатоліївна Усанова. — К., 2002. — 19 с.
9. ↑  Бондар Т. О. Категорія «благо» в процесі еволюції соціальних утопій : автореф. дис. на здобуття наук. ступеня канд. філос. наук: спец.
09.00.03 «Соціальна філософія та філософія історії» / Тетяна Олексіївна Бондар; Ін-т вищ. освіти, Нац. акад. пед. наук України. — К., 2010.
10. ↑  Помаз Ю. В. Ліквідація культових споруд УПЦ як напрям державної політики у сфері релігії в Українській РСР (середина 1940 х — перша половина 1970-х рр.): автореферат дис. на здобуття наук. канд. істор. наук: спец. 09.00.11 «Релігієзнавство» / Юлія Володимирівна Помаз; Інститут філософії імені Г. С. Сковороди НАН України. — К., 2011. — 20 с.
11. ↑  Вощенко В. Ю. «Рефлексія концептів „азійський спосіб виробництва“ К. Маркса і „цивілізація“ А. Тойнбі в історико-філософському контексті»: автореф. дис. на здобуття наук. канд. філос. наук: спец. 09.00.05 «Історія філософії» / Вікторія Юріївна Вощенко; Національний педагогічний університет імені М. П. Драгоманова. — К., 2012. — 20 с.
12. ↑  Блоха Я. Є. «Аксіологічні аспекти творчої спадщини В. Г. Короленка (історико-філософський контекст)»: автореф. дис. на здобуття наук. канд. філос. наук: спец. 09.00.05 «Історія філософії» / Ярослав Євгенійович Блоха; Національний педагогічний університет імені М. П. Драгоманова. — К., 2013. — 20 с.
13. ↑  Руденко І. М. Інновації як концепт соціально-філософського дискурсу автореф. дис. на здобуття наук. ступеня канд. філос. наук: спец. 09.00.03 «Соціальна філософія та філософія історії» / Ігор Михайлович Руденко; Національний педагогічний університет імені М. П. Драгоманова. — К., 2013. — 20 с.